# Большая Сосья
Большая Сосья (устар. Большая Сосъя) — река в России, течёт по территории Усть-Цилемского района Республики Коми. Устье реки находится в 42 км по левому берегу реки Сосьи на высоте 31 м над уровнем моря. Длина реки — 57 км

## Данные водного реестра
По данным государственного водного реестра России относится к Двинско-Печорскому бассейновому округу, водохозяйственный участок реки — Печора от водомерного поста Усть-Цильма и до устья, речной подбассейн реки — бассейны притоков Печоры ниже впадения Усы. Речной бассейн реки — Печора.